# Tertenia
Tertenia (en sardo: Tertenìa) es un municipio de Italia de 3.783 habitantes en la provincia de Nuoro, región de Cerdeña.
Situado entre el Monte Ferru y el Monte Arbu, se encuentra a 103 kilómetros de Cagliari. En el territorio se pueden encontrar numerosas nuragas y tumbas de los gigantes.

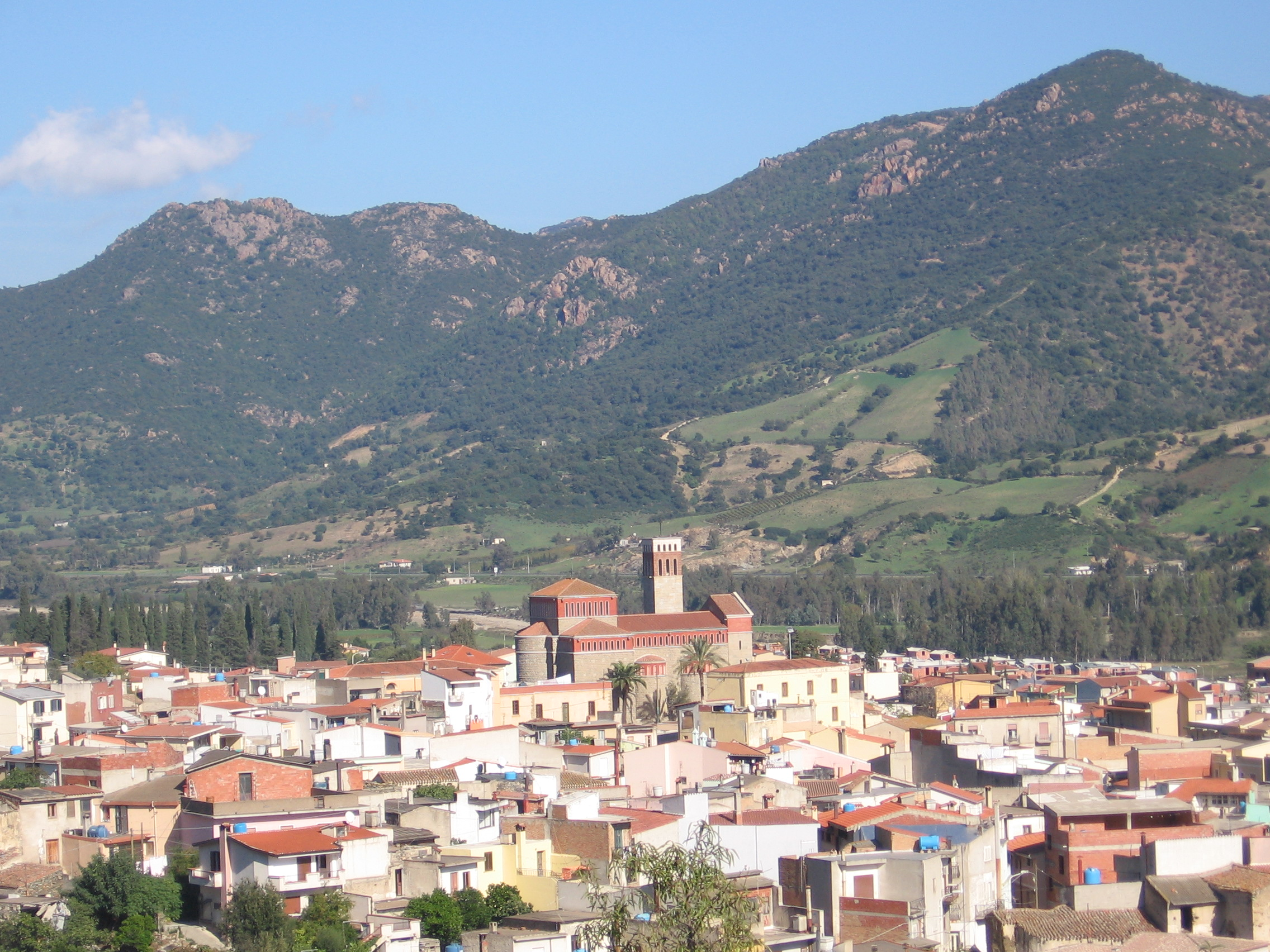
Vista de la localidad.

## Evolución demográfica
| Gráfica de evolución demográfica de Tertenia entre 1861 y 2001 |
|                                                                |
| Fuente ISTAT - Elaboración gráfica de Wikipedia                |